# Mondair
Mondair was een Marokkaanse chartermaatschappij met haar hub op de luchthaven van Agadir. De maatschappij was geheel in het bezit van Marokkaanse investeerders.

## Geschiedenis
Mondair werd in 2002 opgericht als eerste chartermaatschappij van Marokko en de eerste vlucht volgde op 23 juli van datzelfde jaar. Het doel was om toerisme te bevorderen in Marokko en een netwerk te vormen in de Europese Unie, later ook naar Scandinavië en Oost-Europa. Ook zouden er Boeing 737-800s in de vloot komen na het eerste jaar, maar deze zijn er nooit gekomen. De maatschappij werd in februari 2004 failliet verklaard.

## Vloot
De vloot van Mondair bestond voor het faillissement uit de volgende toestellen:
| Type           | In dienst | Orders | Opmerkingen     |
| -------------- | --------- | ------ | --------------- |
| Boeing 737-300 | 2         | —      | CN-RDA & CN-RDB |
| Totaal         | 2         | —      |                 |

## Bestemmingen
Mondair vloog naar de volgende bestemmingen:
| Land      | Stad      | Luchthaven                          | Opmerkingen |
| --------- | --------- | ----------------------------------- | ----------- |
| Frankrijk | Parijs    | Aéroport de Paris-Charles de Gaulle |             |
| Marokko   | Agadir    | Al Massira Airport                  | hub         |
| Marokko   | Fez       | Fes-Saiss Airport                   |             |
| Marokko   | Marrakesh | Internationale luchthaven Menara    |             |
| Marokko   | Oujda     | Angads Airport                      |             |
| Marokko   | Rabat     | Luchthaven Rabat-Sale               |             |